# نسر أبو ذقن
البُلَح أو البُلَت أو النَسْر أبو ذقن أو النسر الملتحي أو كاسر العظام (الاسم العلمي: Gypaetus barbatus) نوع من النسور ينتمي إلى نسور العالم القديم، يوجد في مرتفعات غرب ووسط آسيا وشمال وشرق أفريقيا.

## الوصف
النسور الملتحية هي نسور كبيرة يتراوح وزنها من 4.5 إلى 7.0 كجم، ويبلغ طولها الإجمالي بين 94 و 125 سم وجناحيها من 231 إلى 283 سم. الذكر والأنثي متشابهان للغاية في المظهر، على الرغم من أن الإناث في المتوسط أكبر قليلاً من الذكور، لون البالغين منهم رمادي غامق، وذيلهم أغمق قليلاً من. يفصل بين كل جانب من جوانب الوجه شريط أسود سميك حول العينين، مع شعيرات سوداء طويلة وعريضة في قاعدة المنقار تشبه اللحية، على عكس معظم النسور تفتقر النسور الملتحية إلى الرأس الأصلع تمامًا، من المحتمل أن تكون زيادة الريش بسبب الاختلافات في النظام الغذائي؛ لان النسور الملتحية تتغذي بصورة أساسية على العظام بينما تستهلك معظم النسور الجيف بشكل أساسي.

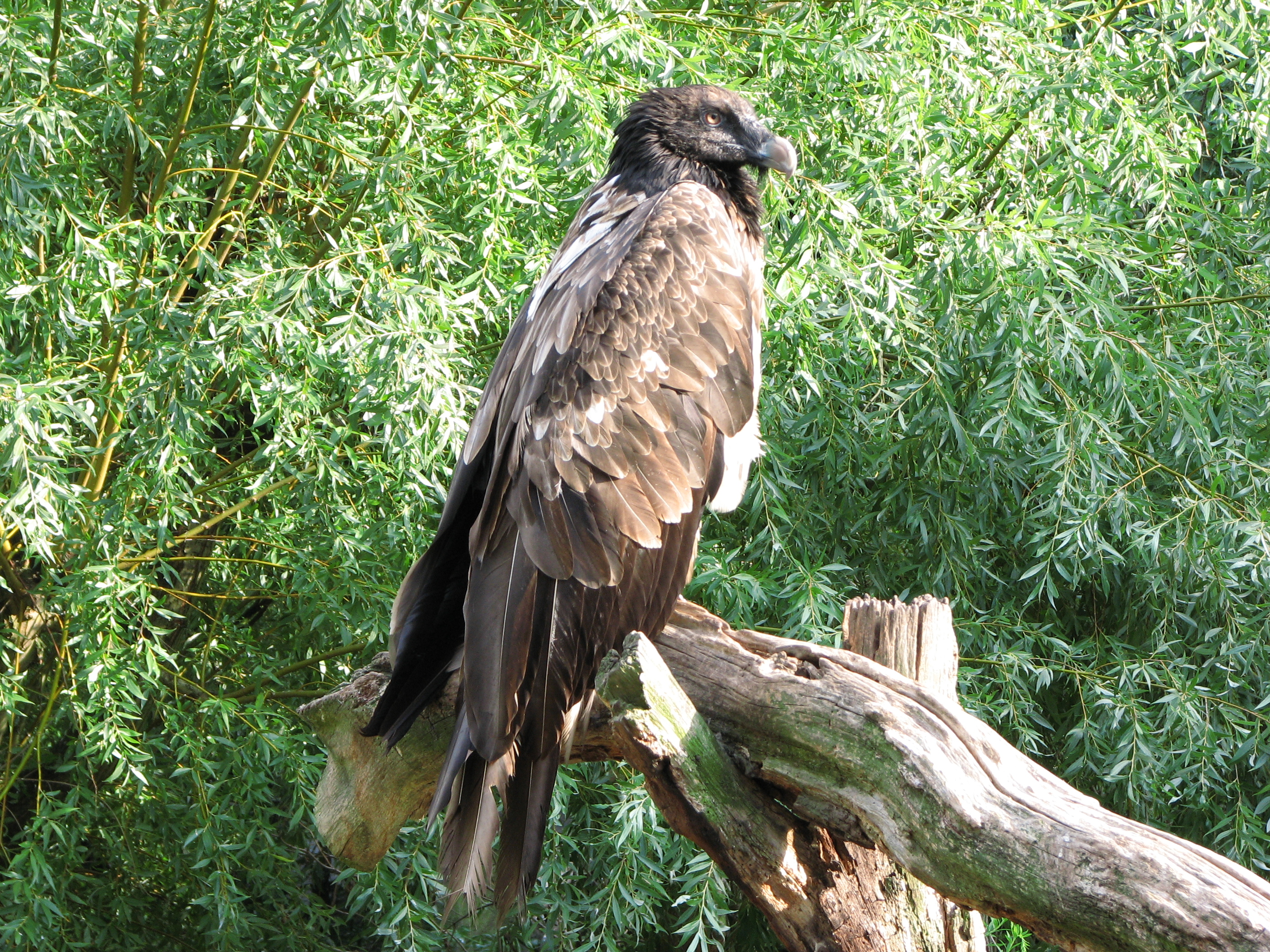
نسر ملتحي يافع

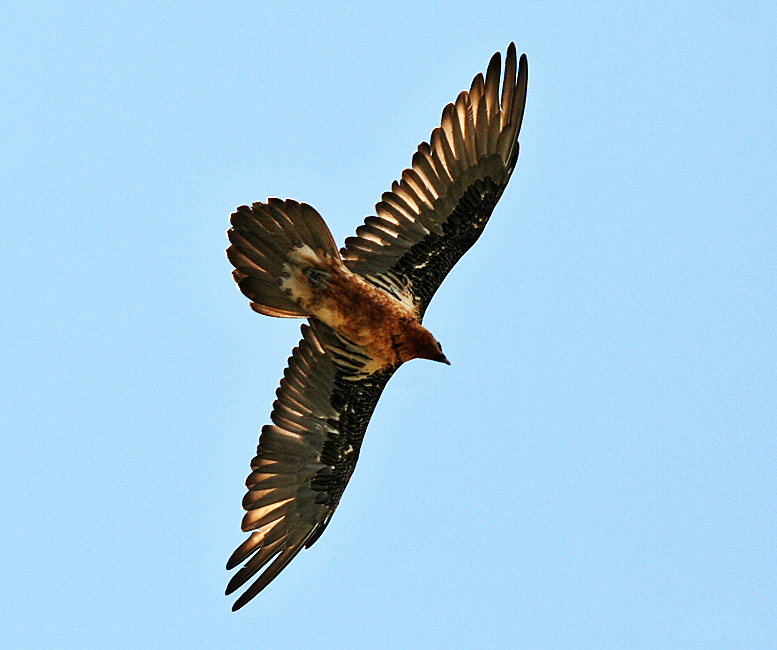
نسر مفرد جناحيه عند طيرانه

## التغذية
تتغذى النسور الملتحية على الجيف والعظام، وتتخلص من البقايا المتعفنة وتساعد في الحفاظ على النظام البيئي خاليًا من الأمراض. تنتظر النسور الملتحية بصبر على حافة الجرف حتى تنتهي الحيوانات الآخري من الغذاء ولن يتنافسوا على بقايا الطعام، غالبًا ما تتغذى على الجثث القديمة ومخلفاتها، وتزيل حتى أقل البقايا الغير مرغوبة التي لن يأكلها الآخرون.

## مناطق وجوده
يمكن العثور على النسور الملتحية على ارتفاعات عالية في المناطق الجبلية. يقيمون بين 300 و 4500 متر فوق مستوى سطح البحر، على الرغم من ارتفاعهم في كثير من الأحيان فوق 2000 متر. غالبًا ما يسكنون مناطق مهجورة تحتوي على منحدرات أو وديان تطل على المراعي والمروج حيث تعيش الحيوانات المفترسة. إن التواجد في مثل هذه المناطق يمنح النسور الملتحية إمكانية الوصول إلى بقايا الجثث التي يتم اصطيادها.

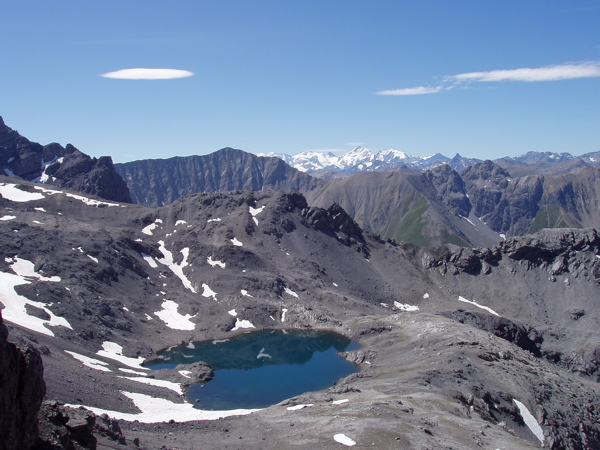
مناطق تواجده

## التكاثر
يبدأ فترة التكاثر من أكتوبر حتى يوليو في البرية، يبلغ متوسط عمر الذكور 9 سنوات، بينما تبلغ الإناث حوالي 7 سنوات ونصف. تضع إناث النسور الملتحية بيضة واحدة إلى ثلاث بيضات في كل دورة تكاثر، وعادة ما تتبقي بيضة واحدة فقط على قيد الحياة، تستمر فترة الحضانة حوالي 54 يومًا، ومُعظم الصغار يغادرون العش بشكل دائم بعد حوالي 4 أشهر منذ فقس البيض.

## التهديدات
تشمل التهديدات الرئيسية لهذا النوع اليوم نقص الغذاء، تدمير الموائل الطبيعية، والتغذي علي جثث الحيوانات النافقه نتيجة السموم مثل الذئاب، والثعالب، وابن آوى، بالإضافة إلي الغربان.الاتحاد الدولي لحفظ الطبيعة

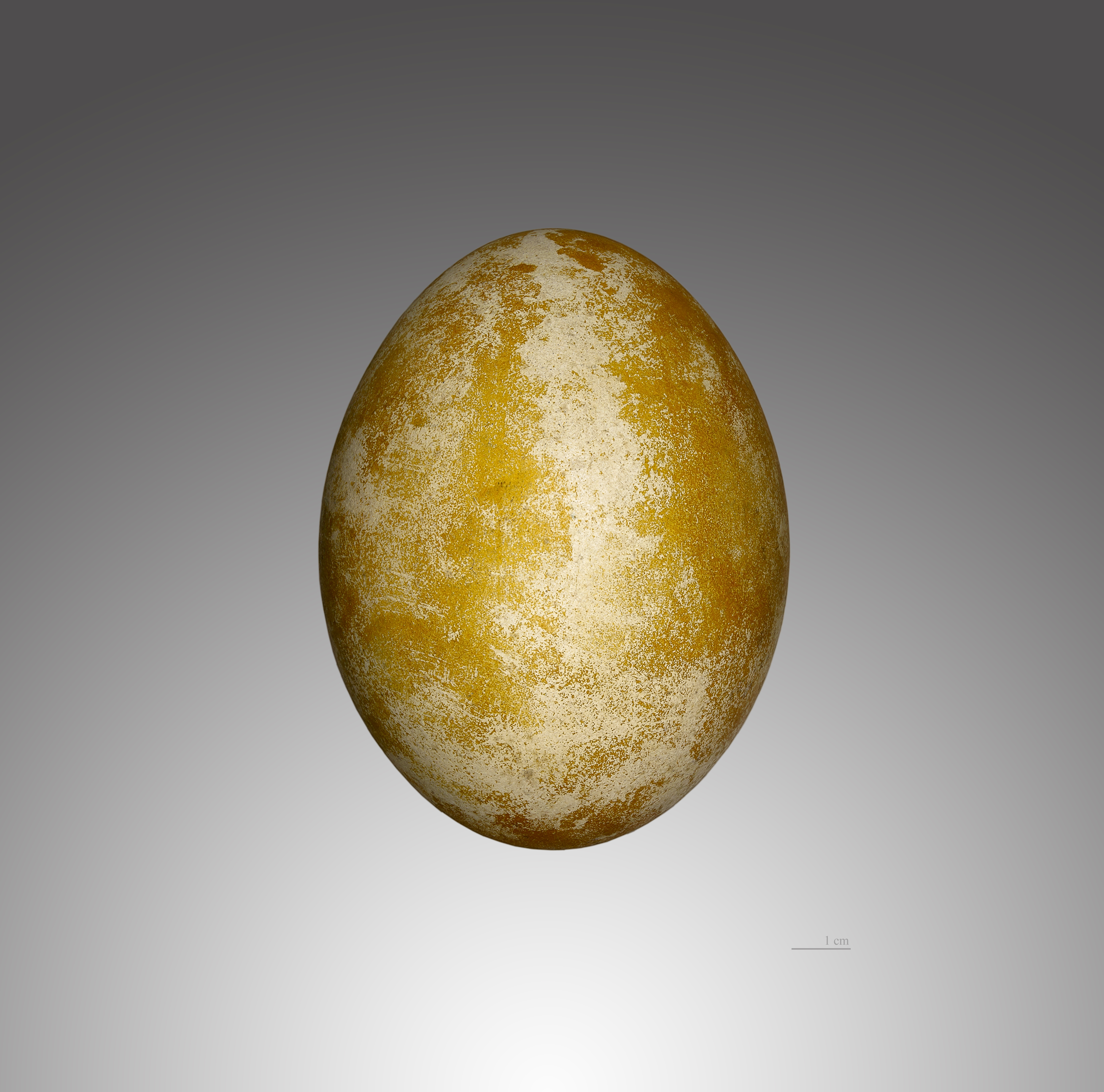
بيضة نسر ملتحي

## حالة النوع
-على الرغم أن النسر مهدد داخل نطاق أوروبا. إلا أنه ما زال يتواجد بكثرة في جميع أنحاء آسيا وأفريقيا وشائع نسبيا في هذه المنطقة وهي مدرجة ضمن الأقل قلقا من قبل الاتحاد الدولي والهيئة الدولية للطيور. على الرغم من وجود دلائل على انخفاض أعداده، حيث يبلغ متوسط عمر الأفراد في البرية 22 عامًا ومع ذلك ، فقد عاشوا في الأسر لأكثر من 45 عامًا.

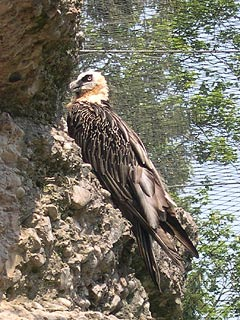
بلح فوق جبل